# Bulbophyllum mirabile
Bulbophyllum mirabile är en orkidéart som beskrevs av Hallier f. Bulbophyllum mirabile ingår i släktet Bulbophyllum och familjen orkidéer. Inga underarter finns listade i Catalogue of Life.